# ヴィアレッジョ
ヴィアレッジョ（伊: Viareggio）は、イタリア共和国トスカーナ州ルッカ県の都市であり、人口約61,000人の基礎自治体（コムーネ）。県内第2位のコムーネ人口を有する。
海岸リゾート地として知られ、ヴィアレッジョのカーニヴァル (Carnival of Viareggio) が有名である。また、造船業に代表される工業都市や商業都市としての性格も持ち、漁業、花卉栽培業も盛んである。

## 地理

### 位置・広がり
ルッカ県南東部、ヴェルシリア地方 (it:Versilia) のコムーネ。ティレニア海（リグリア海と見なされることもある）に面する。

#### 隣接コムーネ
隣接するコムーネは以下の通り。括弧内のPIはピサ県所属を示す。
- カマイオーレ
- マッサローザ
- ヴェッキアーノ (PI)

### 気候分類・地震分類

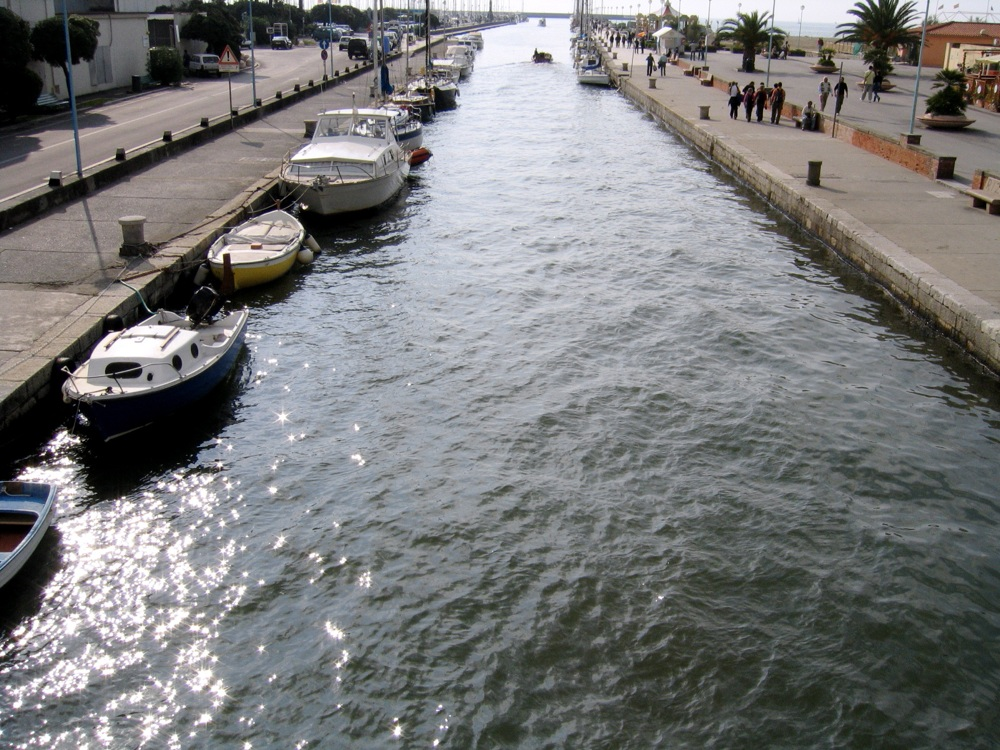
Canale verso il porto (Canale Burlamacca)

ヴィアレッジョにおけるイタリアの気候分類 (it) および度日は、zona D, 1416 GGである。
また、イタリアの地震リスク階級 (it) では、zona 3 (sismicità bassa) に分類される。

## スポーツ
- トルネオ・ディ・ヴィアレッジョ - ヴィアレッジョで行われるサッカーの国際ユース大会。1949年に第1回大会が開催された歴史ある大会である。
- FCエスペリア・ヴィアレッジョ - ヴィアレッジョを本拠とするプロサッカークラブ。

## 交通

### 鉄道
- ヴィアレッジョ駅

## 人物

### 著名な出身者
- イニーゴ・カンピオーニ - イタリア王国海軍軍人。
- マリオ・モニチェリ - 映画監督。
- ステファニア・サンドレッリ - 女優。
- マルチェロ・リッピ - サッカー選手・指導者。
- ニコラ・ルイゾッティ - 音楽家・指揮者。

### ゆかりの人物
- パーシー・ビッシュ・シェリー - 19世紀イギリスの詩人。当地で埋葬される。

## 姉妹都市
- パルミ、イタリア
- サン・ベネデット・デル・トロント、イタリア
- バスティア、フランス
- 崑山市、中国
- オポーレ、ポーランド
- アチレアーレ、イタリア
- ストリアーノ、イタリア
- パルマ・カンパーニア、イタリア
- Shëngjin、アルバニア